# Эль Нахас, Шади
Шади Эль Нахас (англ. Shady Elnahas; род. 27 марта 1998, Александрия) — канадский дзюдоист, серебряный призёр чемпионата мира 2024 года в весовой категории до 100 кг. Чемпион Панамериканских игр 2023 года. Пятикратный чемпион Америки по дзюдо. Многократный чемпион Канады. Участник летних Олимпийских игр 2020 года.

## Биография
Шади родился в Александрии, в Египте, и переехал в Канаду со своей семьей в возрасте 12 лет. Сначала семья жила в Торонто, но затем перебралась в Монреаль, где Шади стал активно заниматься дзюдо. Его старший брат Мохаб Эль Нахас также является членом национальной сборной Канады по дзюдо.

## Спортивная карьера
В 2019 году на панамериканском чемпионате в категории до 100 кг завоевал своё перове золото. В 2020, 2022, 2023 и 2024 годах также становился чемпионом Америки по дзюдо в категории до 100 кг.
В 2021 году принял участие в летних Олимпийских играх в Токио. В категории до 100 кг дошёл до четвертьфинала, где уступил грузину Варламу Липартелиани. Через утешительные поединки вышел на бой за бронзовую медаль, но уступил спортсмену из Португалии Жорже Фонсеке.
Осенью 2023 года, в столице Чили, на Панамериканских играх, канадский дзюдоист в весовой категории до 100 кг стал чемпионом, в финале победив чилийского спортсмена Томаса Брикену.
Весной 2024 года на предолимпийском чемпионате мира, который состоялся в Объединённых Арабских Эмиратах, Шади завоевал серебряную медаль, в финале он уступил спортсмену из Азербайджана Зелиму Коцоеву.